# Ricardo Caputo
Ricardo Silvio Caputo (1949 - 1 de octubre de 1997) fue un asesino en serie estadounidense nacido en Argentina durante la década de 1970, conocido popularmente como "The Lady Killer". Caputo nació en 1949 en la ciudad de Mendoza, Argentina. En 1970 se mudó a los Estados Unidos y se instaló en la ciudad de Nueva York. Según su hermano Alberto, Caputo de niño estuvo prácticamente abandonado, abusado física y sexualmente, además de ser ignorado por sus propios padres.
Cuando el periodista Rolando López entrevistó a varios vecinos del barrio donde solía vivir Caputo durante su adolescencia, todos le dieron una descripción generalizada; recordándolo como un  "muchacho simpático". Incluso siendo llamado "galán" y "pícaro".
Aunque no estuvo vinculado oficialmente a ningún asesinato después de 1977, permaneció prófugo durante la década de 1980 y finalmente se entregó a la policía en 1994.
Encarcelado en el Centro Correccional de Attica en Nueva York, Caputo murió de un infarto agudo al miocardio en octubre de 1997, a la edad de 48 años.

## Víctimas confirmadas
- Nathalie Brown, 19 años, Flower Hill, Nueva York (1971) (en ese momento fue declarado como no apto mentalmente para ser juzgado, luego escapó del Centro Psiquiátrico de Manhattan en Wards Island)[4]
- Judith Becker, 26 años, Yonkers, Nueva York (1974)
- Barbara Ann Taylor, 28 años, San Francisco (1975)
- Laura Gómez, Ciudad de México (1977)

## Víctimas posibles
- Devon Green, 23 años, Los Ángeles (1981) Caputo se convirtió en sospechoso de la muerte de Green cuando un antiguo compañero de trabajo lo vio en un programa policiaco y posteriormente identificó a Caputo como uno de los trabajadores del restaurante en Los Ángeles donde Green era chef. Ya estaba cumpliendo sentencia cuando esta información salió a la luz en 1994, Caputo nunca fue acusado ni juzgado oficialmente por su asesinato.
- Jacqueline Bernard, 64 años, Ciudad de Nueva York (1983) Caputo era el principal sospechoso de este asesinato, pero nunca fue sentenciado. Una amiga de la víctima, Linda Wolfe, publicó un libro llamado Love Me to Death en 1998 en el que conjeturaba que Caputo efectivamente era el asesino de Bernard.